# Eulimene (Nereide)
Eulimene (altgriechisch Εὐλιμένη) ist in der griechischen Mythologie eine Tochter des Nereus und der Okeanide Doris und somit eine der Nereiden.
Homer kennt sie im Rahmen seiner Aufzählung der Nereiden nicht, während sie Hesiod in seiner Theogonie aufzählt. Im Nereidenkatalog der Bibliotheke des Apollodor wird sie genannt. Sie wurde verschiedentlich in der griechischen Vasenmalerei dargestellt, so auf einem Skyphos des Xenotimos in der Antikensammlung Berlin und auf einem Onos aus Eretria, wo sie mit ihrem Vater und fünf Schwestern dem Ringkampf zwischen Peleus und Thetis beiwohnt.